# لیگ عدالت: جلودارهای جدید
لیگ عدالت: جلودارهای جدید (انگلیسی: Justice League: The New Frontier) یک فیلم پویانمایی در سبک ابرقهرمانی است که در سال ۲۰۰۸ منتشر شد.

## بازیگران
- دیوید بورناز
- میگوئل فرر
- نیل پاتریک هریس
- لوسی لاولس
- کایل مک‌لاکلن
- فیل موریس
- کیرا سجویک
- بروک شیلدز
- جرمی سیستو
- دیوید هانت